# SINGLES (DOESのアルバム)
SINGLES （シングルズ）は、日本のロックバンド、DOESのベスト・アルバム。2010年7月21日、キューンレコードより発売。

## 解説
- バンド初のベスト・アルバム。
- 1stシングル「明日は来るのか」から10thシングル「バクチ・ダンサー」までの全シングル表題曲の1曲目を中心に収録。両A面シングルである8thシングル『世界の果て/トーチ・ライター』収録「トーチライター」、9thシングル『夜明け前/チョコレート』収録「チョコレート」は未収録。
- Bonus Tracks扱いとして『MODERN AGE』のアウトトラック「星を集めて」とインディーズ時代の名曲「ステンレス」の新録バージョンが収録。
- 全曲ジョージ・マリノによるリマスタリング。

## 収録曲
1. 明日は来るのか (Re-Recording)
1stシングル。新録バージョン。
2. 赤いサンデー
2ndシングル。
表記はないが、1stアルバム「NEWOLD」に収録されたALBUM MIXを使用している。
3. 三月
3rdシングル。
2ndアルバム「SUBTERRANEAN ROMANCE」にて、再録されたものが収録されている。
4. 修羅
4thシングル。
5. サブタレニアン・ベイビー・ブルース
5thシングル。
6. 曇天
6thシングル。
7. 陽はまた昇る
7thシングル。
8. 世界の果て
8thシングル。
9. 夜明け前
9thシングル。アルバム初収録。
10. バクチ・ダンサー
10thシングル。アルバム初収録。
11. 星を集めて
未発表の新曲。
12. ステンレス (Re-Recording)
インディーズ時代の楽曲。新録バージョン。

全作詞・作曲：氏原ワタル　編曲：DOES